# Стойкович, Небойша
Небойша Стойкович (серб. Небојша Стојковић / Nebojša Stojković; род. 2 июня 1974, СФРЮ) — сербский футболист, игравший на позиции защитника.

## Клубная карьера
Небойша Стойкович в 2000 году перешёл в «Анжи» из македонского клуба «Победа», став единственным приобретением махачкалинского клуба в межсезонье, и с первых же туров закрепился в «основе». 23 сентября 2002 года вывел «Анжи» на гостевой матч с «Зенитом» в капитанской повязке и стал первым капитаном из дальнего зарубежья в российской Премьер-лиге. Весной 2005 года Стойкович провёл на старте сезона в Первом дивизионе два матча и во втором из них в выездной игре с владивостокским «Лучом-Энергией» получил серьёзную травму, из-за которой был вынужден лечь в Белграде на операцию. Хотя контракт Стойковича с «Анжи» должен был завершиться лишь в ноябре 2005 года, но по согласию сторон он был прерван ещё в июле. Бросать футбол, однако, Стойкович не стал, а вернулся в клуб, откуда и попал в «Анжи» — в «Победу» из Прилепа, с которой в 2007 году в последнем туре национального первенства благодаря победе его клуба над «Шкендией» из Тетово стал чемпионом Македонии.